# Lista di asteroidi (386001-387000)
Di seguito una lista di asteroidi dal numero 386001 al 387000 con data di scoperta e scopritore.

## 386001-386100
| Nome           | Designazione provvisoria | Data di scoperta | Scopritore                   |
| -------------- | ------------------------ | ---------------- | ---------------------------- |
| 386001 -       | 2007 CG56                | 15 febbraio 2007 | CSS                          |
| 386002 -       | 2007 CA60                | 10 febbraio 2007 | CSS                          |
| 386003 -       | 2007 CU70                | 14 febbraio 2007 | Mauna Kea                    |
| 386004 -       | 2007 DM4                 | 16 febbraio 2007 | Mt. Lemmon Survey            |
| 386005 -       | 2007 DT5                 | 17 febbraio 2007 | Spacewatch                   |
| 386006 -       | 2007 DQ14                | 29 gennaio 2007  | Mt. Lemmon Survey            |
| 386007 -       | 2007 DN22                | 17 febbraio 2007 | Spacewatch                   |
| 386008 -       | 2007 DL24                | 17 febbraio 2007 | Spacewatch                   |
| 386009 -       | 2007 DQ26                | 17 febbraio 2007 | Spacewatch                   |
| 386010 -       | 2007 DN30                | 17 febbraio 2007 | Spacewatch                   |
| 386011 -       | 2007 DZ30                | 17 febbraio 2007 | Spacewatch                   |
| 386012 -       | 2007 DB31                | 17 febbraio 2007 | Spacewatch                   |
| 386013 -       | 2007 DY34                | 17 febbraio 2007 | Spacewatch                   |
| 386014 -       | 2007 DR47                | 21 febbraio 2007 | Mt. Lemmon Survey            |
| 386015 -       | 2007 DY51                | 17 febbraio 2007 | Mt. Lemmon Survey            |
| 386016 -       | 2007 DV52                | 19 febbraio 2007 | Mt. Lemmon Survey            |
| 386017 -       | 2007 DV66                | 21 febbraio 2007 | Spacewatch                   |
| 386018 -       | 2007 DE85                | 19 febbraio 2007 | CSS                          |
| 386019 -       | 2007 DA88                | 23 febbraio 2007 | Spacewatch                   |
| 386020 -       | 2007 DH92                | 23 febbraio 2007 | Spacewatch                   |
| 386021 -       | 2007 DJ97                | 23 febbraio 2007 | Spacewatch                   |
| 386022 -       | 2007 DJ109               | 23 febbraio 2007 | Mt. Lemmon Survey            |
| 386023 -       | 2007 DX112               | 17 febbraio 2007 | Spacewatch                   |
| 386024 -       | 2007 DU113               | 23 febbraio 2007 | Mt. Lemmon Survey            |
| 386025 -       | 2007 EV6                 | 21 febbraio 2007 | Mt. Lemmon Survey            |
| 386026 -       | 2007 EB11                | 9 marzo 2007     | Spacewatch                   |
| 386027 -       | 2007 ED23                | 10 marzo 2007    | Mt. Lemmon Survey            |
| 386028 -       | 2007 EG23                | 10 marzo 2007    | Mt. Lemmon Survey            |
| 386029 -       | 2007 EK23                | 10 marzo 2007    | Mt. Lemmon Survey            |
| 386030 -       | 2007 EO25                | 10 marzo 2007    | Mt. Lemmon Survey            |
| 386031 -       | 2007 EY26                | 12 marzo 2007    | Klet                         |
| 386032 -       | 2007 EH27                | 12 marzo 2007    | Ries, W.                     |
| 386033 -       | 2007 ES31                | 10 marzo 2007    | Spacewatch                   |
| 386034 -       | 2007 EM39                | 12 marzo 2007    | Calvin College               |
| 386035 -       | 2007 ER41                | 9 marzo 2007     | Mt. Lemmon Survey            |
| 386036 -       | 2007 EF46                | 9 marzo 2007     | Mt. Lemmon Survey            |
| 386037 -       | 2007 ED59                | 22 febbraio 2007 | Spacewatch                   |
| 386038 -       | 2007 EH71                | 10 marzo 2007    | Spacewatch                   |
| 386039 -       | 2007 EX74                | 10 marzo 2007    | Spacewatch                   |
| 386040 -       | 2007 EP96                | 10 marzo 2007    | Mt. Lemmon Survey            |
| 386041 -       | 2007 EZ96                | 10 marzo 2007    | Mt. Lemmon Survey            |
| 386042 -       | 2007 EB97                | 10 marzo 2007    | Mt. Lemmon Survey            |
| 386043 -       | 2007 ED111               | 11 marzo 2007    | Spacewatch                   |
| 386044 -       | 2007 EW129               | 9 marzo 2007     | Mt. Lemmon Survey            |
| 386045 -       | 2007 ET162               | 15 marzo 2007    | Mt. Lemmon Survey            |
| 386046 -       | 2007 EP180               | 14 marzo 2007    | Mt. Lemmon Survey            |
| 386047 -       | 2007 EO197               | 15 marzo 2007    | Spacewatch                   |
| 386048 -       | 2007 EQ217               | 25 febbraio 2007 | Mt. Lemmon Survey            |
| 386049 -       | 2007 ET220               | 11 marzo 2007    | Mt. Lemmon Survey            |
| 386050 -       | 2007 EV222               | 12 marzo 2007    | Spacewatch                   |
| 386051 -       | 2007 FV7                 | 16 marzo 2007    | Mt. Lemmon Survey            |
| 386052 -       | 2007 FY23                | 20 marzo 2007    | Spacewatch                   |
| 386053 -       | 2007 FL30                | 20 marzo 2007    | Mt. Lemmon Survey            |
| 386054 -       | 2007 FE32                | 20 marzo 2007    | Spacewatch                   |
| 386055 -       | 2007 FQ35                | 20 marzo 2007    | CSS                          |
| 386056 Tauragė | 2007 FV35                | 24 marzo 2007    | Moletai                      |
| 386057 -       | 2007 FH37                | 26 marzo 2007    | Mt. Lemmon Survey            |
| 386058 -       | 2007 FF47                | 20 marzo 2007    | Mt. Lemmon Survey            |
| 386059 -       | 2007 FP47                | 26 marzo 2007    | Spacewatch                   |
| 386060 -       | 2007 GD8                 | 7 aprile 2007    | Mt. Lemmon Survey            |
| 386061 -       | 2007 GP36                | 14 aprile 2007   | Spacewatch                   |
| 386062 -       | 2007 GF37                | 26 febbraio 2007 | Mt. Lemmon Survey            |
| 386063 -       | 2007 GK37                | 14 aprile 2007   | Spacewatch                   |
| 386064 -       | 2007 GA50                | 15 aprile 2007   | CSS                          |
| 386065 -       | 2007 GW50                | 15 aprile 2007   | CSS                          |
| 386066 -       | 2007 HJ6                 | 16 aprile 2007   | CSS                          |
| 386067 -       | 2007 HX23                | 1º ottobre 2005  | Mt. Lemmon Survey            |
| 386068 -       | 2007 HO30                | 19 aprile 2007   | Mt. Lemmon Survey            |
| 386069 -       | 2007 HD33                | 19 aprile 2007   | Mt. Lemmon Survey            |
| 386070 -       | 2007 HQ35                | 11 aprile 2007   | Mt. Lemmon Survey            |
| 386071 -       | 2007 HS35                | 15 ottobre 2004  | LONEOS                       |
| 386072 -       | 2007 HW39                | 20 aprile 2007   | Mt. Lemmon Survey            |
| 386073 -       | 2007 HK50                | 20 aprile 2007   | Spacewatch                   |
| 386074 -       | 2007 HN63                | 25 ottobre 2005  | Mt. Lemmon Survey            |
| 386075 -       | 2007 HB91                | 26 marzo 2007    | Mt. Lemmon Survey            |
| 386076 -       | 2007 JG7                 | 9 maggio 2007    | Mt. Lemmon Survey            |
| 386077 -       | 2007 JA17                | 7 maggio 2007    | Spacewatch                   |
| 386078 -       | 2007 JD18                | 25 aprile 2007   | Mt. Lemmon Survey            |
| 386079 -       | 2007 JM24                | 9 maggio 2007    | Spacewatch                   |
| 386080 -       | 2007 JA44                | 6 maggio 2007    | PMO NEO Survey Program       |
| 386081 -       | 2007 KH1                 | 17 maggio 2007   | Spacewatch                   |
| 386082 -       | 2007 LR8                 | 11 maggio 2007   | Mt. Lemmon Survey            |
| 386083 -       | 2007 LL12                | 9 giugno 2007    | Spacewatch                   |
| 386084 -       | 2007 LK24                | 14 giugno 2007   | Spacewatch                   |
| 386085 -       | 2007 LY37                | 11 giugno 2007   | Siding Spring Survey         |
| 386086 -       | 2007 OL1                 | 28 gennaio 2006  | Mt. Lemmon Survey            |
| 386087 -       | 2007 OD3                 | 21 luglio 2007   | Young, J. W.                 |
| 386088 -       | 2007 OD7                 | 24 luglio 2007   | Broughton, J.                |
| 386089 -       | 2007 OD8                 | 25 luglio 2007   | LUSS                         |
| 386090 -       | 2007 OU10                | 20 luglio 2007   | LUSS                         |
| 386091 -       | 2007 PV2                 | 7 agosto 2007    | Broughton, J.                |
| 386092 -       | 2007 PO9                 | 12 agosto 2007   | Birtwhistle, P.              |
| 386093 -       | 2007 PG13                | 8 agosto 2007    | LINEAR                       |
| 386094 -       | 2007 PN26                | 12 agosto 2007   | LINEAR                       |
| 386095 -       | 2007 PJ33                | 10 agosto 2007   | Spacewatch                   |
| 386096 -       | 2007 PR44                | 7 agosto 2007    | Schwamb, M. E., Brown, M. E. |
| 386097 -       | 2007 PV49                | 10 agosto 2007   | Spacewatch                   |
| 386098 -       | 2007 PY49                | 10 agosto 2007   | Spacewatch                   |
| 386099 -       | 2007 QC1                 | 13 agosto 2007   | LONEOS                       |
| 386100 -       | 2007 QT10                | 10 agosto 2007   | Spacewatch                   |

## 386101-386200
| Nome     | Designazione provvisoria | Data di scoperta  | Scopritore             |
| -------- | ------------------------ | ----------------- | ---------------------- |
| 386101 - | 2007 RP30                | 5 settembre 2007  | LONEOS                 |
| 386102 - | 2007 RL39                | 8 settembre 2007  | Andrushivka            |
| 386103 - | 2007 RZ40                | 9 settembre 2007  | LONEOS                 |
| 386104 - | 2007 RW59                | 16 agosto 2007    | PMO NEO Survey Program |
| 386105 - | 2007 RF102               | 11 settembre 2007 | CSS                    |
| 386106 - | 2007 RF109               | 11 settembre 2007 | Spacewatch             |
| 386107 - | 2007 RF117               | 11 settembre 2007 | Spacewatch             |
| 386108 - | 2007 RV123               | 12 settembre 2007 | CSS                    |
| 386109 - | 2007 RO128               | 12 settembre 2007 | Mt. Lemmon Survey      |
| 386110 - | 2007 RY130               | 12 settembre 2007 | Mt. Lemmon Survey      |
| 386111 - | 2007 RS135               | 13 settembre 2007 | Spacewatch             |
| 386112 - | 2007 RQ139               | 13 settembre 2007 | LINEAR                 |
| 386113 - | 2007 RJ148               | 11 settembre 2007 | PMO NEO Survey Program |
| 386114 - | 2007 RA169               | 10 settembre 2007 | Spacewatch             |
| 386115 - | 2007 RO170               | 10 settembre 2007 | Spacewatch             |
| 386116 - | 2007 RH172               | 10 settembre 2007 | Spacewatch             |
| 386117 - | 2007 RX178               | 30 novembre 2003  | Spacewatch             |
| 386118 - | 2007 RB220               | 14 settembre 2007 | Mt. Lemmon Survey      |
| 386119 - | 2007 RU227               | 10 settembre 2007 | Mt. Lemmon Survey      |
| 386120 - | 2007 RO238               | 14 settembre 2007 | Spacewatch             |
| 386121 - | 2007 RC262               | 14 settembre 2007 | Spacewatch             |
| 386122 - | 2007 RD285               | 12 settembre 2007 | Mt. Lemmon Survey      |
| 386123 - | 2007 RD286               | 2 settembre 2007  | Mt. Lemmon Survey      |
| 386124 - | 2007 RU294               | 14 settembre 2007 | Mt. Lemmon Survey      |
| 386125 - | 2007 RV299               | 13 settembre 2007 | CSS                    |
| 386126 - | 2007 RV307               | 9 settembre 2007  | Spacewatch             |
| 386127 - | 2007 RQ322               | 13 settembre 2007 | LINEAR                 |
| 386128 - | 2007 RM325               | 15 settembre 2007 | Mt. Lemmon Survey      |
| 386129 - | 2007 SG24                | 18 settembre 2007 | Mt. Lemmon Survey      |
| 386130 - | 2007 TO10                | 14 settembre 2007 | Mt. Lemmon Survey      |
| 386131 - | 2007 TJ21                | 13 settembre 2007 | Mt. Lemmon Survey      |
| 386132 - | 2007 TQ39                | 6 ottobre 2007    | Spacewatch             |
| 386133 - | 2007 TF41                | 6 ottobre 2007    | Spacewatch             |
| 386134 - | 2007 TL61                | 7 ottobre 2007    | Mt. Lemmon Survey      |
| 386135 - | 2007 TC81                | 11 settembre 2007 | Mt. Lemmon Survey      |
| 386136 - | 2007 TH91                | 8 ottobre 2007    | PMO NEO Survey Program |
| 386137 - | 2007 TV92                | 6 ottobre 2007    | Spacewatch             |
| 386138 - | 2007 TU93                | 6 ottobre 2007    | Spacewatch             |
| 386139 - | 2007 TV106               | 4 ottobre 2007    | Spacewatch             |
| 386140 - | 2007 TC115               | 8 ottobre 2007    | LONEOS                 |
| 386141 - | 2007 TV132               | 7 ottobre 2007    | Mt. Lemmon Survey      |
| 386142 - | 2007 TC158               | 9 ottobre 2007    | LINEAR                 |
| 386143 - | 2007 TH159               | 9 ottobre 2007    | LINEAR                 |
| 386144 - | 2007 TT161               | 11 ottobre 2007   | LINEAR                 |
| 386145 - | 2007 TU168               | 5 ottobre 2007    | Spacewatch             |
| 386146 - | 2007 TM188               | 4 ottobre 2007    | Spacewatch             |
| 386147 - | 2007 TM191               | 4 ottobre 2007    | Mt. Lemmon Survey      |
| 386148 - | 2007 TE196               | 7 ottobre 2007    | Mt. Lemmon Survey      |
| 386149 - | 2007 TD245               | 8 ottobre 2007    | CSS                    |
| 386150 - | 2007 TF256               | 10 ottobre 2007   | Spacewatch             |
| 386151 - | 2007 TD271               | 9 ottobre 2007    | Spacewatch             |
| 386152 - | 2007 TP292               | 8 ottobre 2007    | Mt. Lemmon Survey      |
| 386153 - | 2007 TB302               | 12 ottobre 2007   | Spacewatch             |
| 386154 - | 2007 TN316               | 6 ottobre 2007    | Spacewatch             |
| 386155 - | 2007 TF320               | 13 ottobre 2007   | Spacewatch             |
| 386156 - | 2007 TV326               | 25 settembre 2007 | Mt. Lemmon Survey      |
| 386157 - | 2007 TC366               | 13 settembre 2007 | CSS                    |
| 386158 - | 2007 TH366               | 9 ottobre 2007    | CSS                    |
| 386159 - | 2007 TB372               | 13 ottobre 2007   | CSS                    |
| 386160 - | 2007 TL373               | 14 ottobre 2007   | Spacewatch             |
| 386161 - | 2007 TU377               | 11 ottobre 2007   | Spacewatch             |
| 386162 - | 2007 TM399               | 15 ottobre 2007   | Spacewatch             |
| 386163 - | 2007 TR433               | 11 ottobre 2007   | CSS                    |
| 386164 - | 2007 TE439               | 12 ottobre 2007   | Spacewatch             |
| 386165 - | 2007 TO444               | 9 ottobre 2007    | LINEAR                 |
| 386166 - | 2007 TA449               | 9 ottobre 2007    | Spacewatch             |
| 386167 - | 2007 UL3                 | 16 ottobre 2007   | Andrushivka            |
| 386168 - | 2007 UH24                | 8 ottobre 2007    | Spacewatch             |
| 386169 - | 2007 UX48                | 20 ottobre 2007   | Mt. Lemmon Survey      |
| 386170 - | 2007 UE64                | 12 marzo 2005     | Spacewatch             |
| 386171 - | 2007 UK79                | 10 ottobre 2007   | Mt. Lemmon Survey      |
| 386172 - | 2007 UK82                | 30 ottobre 2007   | Spacewatch             |
| 386173 - | 2007 UD89                | 12 ottobre 2007   | Spacewatch             |
| 386174 - | 2007 UY103               | 30 ottobre 2007   | Spacewatch             |
| 386175 - | 2007 UJ115               | 31 ottobre 2007   | Spacewatch             |
| 386176 - | 2007 UV124               | 15 settembre 2007 | Mt. Lemmon Survey      |
| 386177 - | 2007 UE137               | 16 ottobre 2007   | Spacewatch             |
| 386178 - | 2007 UU137               | 18 ottobre 2007   | Spacewatch             |
| 386179 - | 2007 VT50                | 16 ottobre 2007   | Mt. Lemmon Survey      |
| 386180 - | 2007 VQ53                | 1º novembre 2007  | Spacewatch             |
| 386181 - | 2007 VH60                | 18 ottobre 2007   | Spacewatch             |
| 386182 - | 2007 VH66                | 2 novembre 2007   | Spacewatch             |
| 386183 - | 2007 VD79                | 8 ottobre 2007    | Spacewatch             |
| 386184 - | 2007 VA89                | 3 novembre 2007   | LINEAR                 |
| 386185 - | 2007 VH89                | 4 novembre 2007   | LINEAR                 |
| 386186 - | 2007 VT96                | 1º novembre 2007  | Spacewatch             |
| 386187 - | 2007 VC107               | 3 novembre 2007   | Spacewatch             |
| 386188 - | 2007 VB120               | 5 novembre 2007   | Spacewatch             |
| 386189 - | 2007 VM135               | 3 novembre 2007   | Mt. Lemmon Survey      |
| 386190 - | 2007 VD142               | 20 ottobre 2007   | Mt. Lemmon Survey      |
| 386191 - | 2007 VY142               | 4 novembre 2007   | Spacewatch             |
| 386192 - | 2007 VU150               | 7 novembre 2007   | Spacewatch             |
| 386193 - | 2007 VO154               | 9 ottobre 2007    | Spacewatch             |
| 386194 - | 2007 VQ196               | 7 novembre 2007   | Mt. Lemmon Survey      |
| 386195 - | 2007 VA211               | 9 novembre 2007   | Spacewatch             |
| 386196 - | 2007 VS215               | 9 novembre 2007   | Spacewatch             |
| 386197 - | 2007 VW217               | 9 novembre 2007   | Spacewatch             |
| 386198 - | 2007 VG230               | 7 novembre 2007   | Spacewatch             |
| 386199 - | 2007 VM253               | 7 ottobre 2007    | CSS                    |
| 386200 - | 2007 VE263               | 1º novembre 2007  | Spacewatch             |

## 386201-386300
| Nome     | Designazione provvisoria | Data di scoperta  | Scopritore                        |
| -------- | ------------------------ | ----------------- | --------------------------------- |
| 386201 - | 2007 VU269               | 3 novembre 2007   | Spacewatch                        |
| 386202 - | 2007 VR287               | 2 novembre 2007   | Spacewatch                        |
| 386203 - | 2007 VA288               | 2 novembre 2007   | Spacewatch                        |
| 386204 - | 2007 VP289               | 13 novembre 2007  | Mt. Lemmon Survey                 |
| 386205 - | 2007 VC298               | 11 novembre 2007  | CSS                               |
| 386206 - | 2007 VL308               | 6 novembre 2007   | Spacewatch                        |
| 386207 - | 2007 VH321               | 8 novembre 2007   | Spacewatch                        |
| 386208 - | 2007 VA326               | 3 novembre 2007   | LINEAR                            |
| 386209 - | 2007 VB327               | 5 novembre 2007   | Spacewatch                        |
| 386210 - | 2007 VZ328               | 12 novembre 2007  | Mt. Lemmon Survey                 |
| 386211 - | 2007 VC329               | 12 novembre 2007  | Mt. Lemmon Survey                 |
| 386212 - | 2007 VE329               | 12 novembre 2007  | Mt. Lemmon Survey                 |
| 386213 - | 2007 WF2                 | 16 novembre 2007  | Astronomical Research Observatory |
| 386214 - | 2007 WB4                 | 18 settembre 2007 | Mt. Lemmon Survey                 |
| 386215 - | 2007 WO6                 | 17 novembre 2007  | LINEAR                            |
| 386216 - | 2007 WW34                | 18 novembre 2007  | LINEAR                            |
| 386217 - | 2007 WZ40                | 2 novembre 2007   | Spacewatch                        |
| 386218 - | 2007 WJ50                | 20 novembre 2007  | Mt. Lemmon Survey                 |
| 386219 - | 2007 WX58                | 19 novembre 2007  | Spacewatch                        |
| 386220 - | 2007 WL62                | 18 novembre 2007  | Spacewatch                        |
| 386221 - | 2007 XQ19                | 12 dicembre 2007  | LINEAR                            |
| 386222 - | 2007 XS39                | 12 novembre 2007  | Mt. Lemmon Survey                 |
| 386223 - | 2007 XY44                | 4 dicembre 2007   | Spacewatch                        |
| 386224 - | 2007 YY2                 | 18 dicembre 2007  | Bickel, W.                        |
| 386225 - | 2007 YB12                | 17 dicembre 2007  | Mt. Lemmon Survey                 |
| 386226 - | 2007 YN34                | 20 dicembre 2007  | Spacewatch                        |
| 386227 - | 2007 YB37                | 3 novembre 2007   | Mt. Lemmon Survey                 |
| 386228 - | 2007 YK41                | 30 dicembre 2007  | Spacewatch                        |
| 386229 - | 2007 YW42                | 5 dicembre 2007   | Spacewatch                        |
| 386230 - | 2007 YQ45                | 30 dicembre 2007  | Mt. Lemmon Survey                 |
| 386231 - | 2007 YE49                | 28 dicembre 2007  | Spacewatch                        |
| 386232 - | 2007 YD63                | 31 dicembre 2007  | Mt. Lemmon Survey                 |
| 386233 - | 2007 YE72                | 18 dicembre 2007  | Mt. Lemmon Survey                 |
| 386234 - | 2008 AO6                 | 6 novembre 2007   | Spacewatch                        |
| 386235 - | 2008 AX6                 | 10 gennaio 2008   | Mt. Lemmon Survey                 |
| 386236 - | 2008 AX8                 | 10 gennaio 2008   | Spacewatch                        |
| 386237 - | 2008 AM13                | 10 gennaio 2008   | Mt. Lemmon Survey                 |
| 386238 - | 2008 AC37                | 10 gennaio 2008   | Spacewatch                        |
| 386239 - | 2008 AR49                | 11 gennaio 2008   | Spacewatch                        |
| 386240 - | 2008 AU58                | 12 novembre 2007  | Mt. Lemmon Survey                 |
| 386241 - | 2008 AR59                | 31 dicembre 2007  | Spacewatch                        |
| 386242 - | 2008 AH72                | 14 gennaio 2008   | Spacewatch                        |
| 386243 - | 2008 AO87                | 15 dicembre 2007  | Mt. Lemmon Survey                 |
| 386244 - | 2008 AA92                | 14 gennaio 2008   | Spacewatch                        |
| 386245 - | 2008 AZ92                | 14 gennaio 2008   | Spacewatch                        |
| 386246 - | 2008 AP117               | 14 gennaio 2008   | Spacewatch                        |
| 386247 - | 2008 AS134               | 10 gennaio 2008   | LINEAR                            |
| 386248 - | 2008 AV134               | 10 gennaio 2008   | CSS                               |
| 386249 - | 2008 BL13                | 19 gennaio 2008   | Mt. Lemmon Survey                 |
| 386250 - | 2008 CS8                 | 2 febbraio 2008   | Mt. Lemmon Survey                 |
| 386251 - | 2008 CN12                | 3 febbraio 2008   | Spacewatch                        |
| 386252 - | 2008 CR15                | 3 febbraio 2008   | Spacewatch                        |
| 386253 - | 2008 CG62                | 19 novembre 2007  | Spacewatch                        |
| 386254 - | 2008 CG73                | 6 febbraio 2008   | CSS                               |
| 386255 - | 2008 CV202               | 8 febbraio 2008   | Mt. Lemmon Survey                 |
| 386256 - | 2008 CR207               | 8 febbraio 2008   | Spacewatch                        |
| 386257 - | 2008 DW29                | 10 gennaio 2008   | Mt. Lemmon Survey                 |
| 386258 - | 2008 DK57                | 28 febbraio 2008  | CSS                               |
| 386259 - | 2008 EJ1                 | 2 marzo 2008      | Siding Spring Survey              |
| 386260 - | 2008 EQ67                | 17 settembre 2006 | Spacewatch                        |
| 386261 - | 2008 FY60                | 29 marzo 2008     | Mt. Lemmon Survey                 |
| 386262 - | 2008 FN73                | 30 marzo 2008     | Spacewatch                        |
| 386263 - | 2008 FQ93                | 29 marzo 2008     | Spacewatch                        |
| 386264 - | 2008 FP110               | 1º dicembre 2003  | Spacewatch                        |
| 386265 - | 2008 GO6                 | 12 febbraio 2004  | Spacewatch                        |
| 386266 - | 2008 GS75                | 7 aprile 2008     | Spacewatch                        |
| 386267 - | 2008 HF25                | 27 aprile 2008    | Mt. Lemmon Survey                 |
| 386268 - | 2008 JN6                 | 31 marzo 2008     | Mt. Lemmon Survey                 |
| 386269 - | 2008 JE17                | 3 maggio 2008     | Mt. Lemmon Survey                 |
| 386270 - | 2008 JF17                | 3 maggio 2008     | Mt. Lemmon Survey                 |
| 386271 - | 2008 KH3                 | 26 maggio 2008    | Spacewatch                        |
| 386272 - | 2008 KP10                | 29 maggio 2008    | Mt. Lemmon Survey                 |
| 386273 - | 2008 KS29                | 29 maggio 2008    | Spacewatch                        |
| 386274 - | 2008 KC43                | 26 maggio 2008    | Spacewatch                        |
| 386275 - | 2008 LT14                | 8 giugno 2008     | Spacewatch                        |
| 386276 - | 2008 OB25                | 30 luglio 2008    | Spacewatch                        |
| 386277 - | 2008 QD                  | 20 agosto 2008    | Sarneczky, K.                     |
| 386278 - | 2008 QN10                | 26 agosto 2008    | OAM                               |
| 386279 - | 2008 QR19                | 29 agosto 2008    | OAM                               |
| 386280 - | 2008 QS25                | 30 agosto 2008    | Kugel, F.                         |
| 386281 - | 2008 RJ1                 | 4 settembre 2008  | Spacewatch                        |
| 386282 - | 2008 RO2                 | 2 settembre 2008  | Spacewatch                        |
| 386283 - | 2008 RT4                 | 2 settembre 2008  | Spacewatch                        |
| 386284 - | 2008 RH39                | 2 settembre 2008  | Spacewatch                        |
| 386285 - | 2008 RW41                | 2 settembre 2008  | Spacewatch                        |
| 386286 - | 2008 RU84                | 8 dicembre 2005   | Spacewatch                        |
| 386287 - | 2008 RF85                | 4 settembre 2008  | Spacewatch                        |
| 386288 - | 2008 RS104               | 17 febbraio 2007  | Spacewatch                        |
| 386289 - | 2008 RD116               | 7 settembre 2008  | Mt. Lemmon Survey                 |
| 386290 - | 2008 RH118               | 9 settembre 2008  | Mt. Lemmon Survey                 |
| 386291 - | 2008 RJ131               | 9 settembre 2008  | Mt. Lemmon Survey                 |
| 386292 - | 2008 RX133               | 6 settembre 2008  | CSS                               |
| 386293 - | 2008 RG134               | 6 settembre 2008  | CSS                               |
| 386294 - | 2008 RJ140               | 9 settembre 2008  | CSS                               |
| 386295 - | 2008 RN140               | 9 settembre 2008  | CSS                               |
| 386296 - | 2008 SD1                 | 21 settembre 2008 | Tozzi, F.                         |
| 386297 - | 2008 SP5                 | 22 settembre 2008 | LINEAR                            |
| 386298 - | 2008 SR7                 | 24 settembre 2008 | CSS                               |
| 386299 - | 2008 SL16                | 19 settembre 2008 | Spacewatch                        |
| 386300 - | 2008 SB26                | 19 settembre 2008 | Spacewatch                        |

## 386301-386400
| Nome     | Designazione provvisoria | Data di scoperta  | Scopritore        |
| -------- | ------------------------ | ----------------- | ----------------- |
| 386301 - | 2008 SS28                | 19 settembre 2008 | Spacewatch        |
| 386302 - | 2008 SA29                | 4 settembre 2008  | Spacewatch        |
| 386303 - | 2008 SF29                | 19 settembre 2008 | Spacewatch        |
| 386304 - | 2008 SN35                | 20 settembre 2008 | Spacewatch        |
| 386305 - | 2008 SD45                | 7 settembre 2008  | Mt. Lemmon Survey |
| 386306 - | 2008 SL50                | 20 settembre 2008 | Mt. Lemmon Survey |
| 386307 - | 2008 SD53                | 20 settembre 2008 | Mt. Lemmon Survey |
| 386308 - | 2008 SB56                | 20 settembre 2008 | Spacewatch        |
| 386309 - | 2008 SS56                | 20 settembre 2008 | Mt. Lemmon Survey |
| 386310 - | 2008 SM59                | 20 settembre 2008 | Spacewatch        |
| 386311 - | 2008 SW59                | 5 marzo 2006      | Spacewatch        |
| 386312 - | 2008 SB64                | 21 settembre 2008 | Spacewatch        |
| 386313 - | 2008 SO65                | 7 settembre 2008  | Mt. Lemmon Survey |
| 386314 - | 2008 SW65                | 21 settembre 2008 | Mt. Lemmon Survey |
| 386315 - | 2008 SH66                | 21 settembre 2008 | Mt. Lemmon Survey |
| 386316 - | 2008 SY72                | 22 settembre 2008 | Mt. Lemmon Survey |
| 386317 - | 2008 SQ80                | 23 settembre 2008 | CSS               |
| 386318 - | 2008 SH86                | 9 settembre 2008  | Spacewatch        |
| 386319 - | 2008 SE94                | 21 settembre 2008 | Spacewatch        |
| 386320 - | 2008 SV94                | 21 settembre 2008 | Spacewatch        |
| 386321 - | 2008 SC100               | 21 settembre 2008 | Spacewatch        |
| 386322 - | 2008 SG116               | 22 settembre 2008 | Spacewatch        |
| 386323 - | 2008 SL127               | 22 settembre 2008 | Mt. Lemmon Survey |
| 386324 - | 2008 SQ130               | 22 settembre 2008 | Spacewatch        |
| 386325 - | 2008 SC151               | 9 settembre 2008  | CSS               |
| 386326 - | 2008 SQ151               | 28 gennaio 2006   | Mt. Lemmon Survey |
| 386327 - | 2008 ST155               | 22 settembre 2008 | Spacewatch        |
| 386328 - | 2008 SX159               | 24 settembre 2008 | LINEAR            |
| 386329 - | 2008 SL167               | 28 settembre 2008 | LINEAR            |
| 386330 - | 2008 SR170               | 21 settembre 2008 | Mt. Lemmon Survey |
| 386331 - | 2008 SS192               | 25 settembre 2008 | Spacewatch        |
| 386332 - | 2008 SJ193               | 25 settembre 2008 | Spacewatch        |
| 386333 - | 2008 SB201               | 26 settembre 2008 | Spacewatch        |
| 386334 - | 2008 SV207               | 27 settembre 2008 | CSS               |
| 386335 - | 2008 SE223               | 25 settembre 2008 | Mt. Lemmon Survey |
| 386336 - | 2008 SP242               | 29 settembre 2008 | Spacewatch        |
| 386337 - | 2008 SZ243               | 24 settembre 2008 | CSS               |
| 386338 - | 2008 SB246               | 9 settembre 2008  | CSS               |
| 386339 - | 2008 SG250               | 23 settembre 2008 | CSS               |
| 386340 - | 2008 SG259               | 23 settembre 2008 | CSS               |
| 386341 - | 2008 SJ265               | 28 settembre 2008 | Mt. Lemmon Survey |
| 386342 - | 2008 SG269               | 21 settembre 2008 | Mt. Lemmon Survey |
| 386343 - | 2008 SG271               | 29 settembre 2008 | CSS               |
| 386344 - | 2008 SL271               | 29 settembre 2008 | Mt. Lemmon Survey |
| 386345 - | 2008 SW271               | 24 settembre 2008 | Mt. Lemmon Survey |
| 386346 - | 2008 SL284               | 24 settembre 2008 | Spacewatch        |
| 386347 - | 2008 SD287               | 23 settembre 2008 | Spacewatch        |
| 386348 - | 2008 SG288               | 23 settembre 2008 | Spacewatch        |
| 386349 - | 2008 SD296               | 28 settembre 2008 | CSS               |
| 386350 - | 2008 SR299               | 22 settembre 2008 | Spacewatch        |
| 386351 - | 2008 SY299               | 22 settembre 2008 | Mt. Lemmon Survey |
| 386352 - | 2008 SA303               | 24 settembre 2008 | Spacewatch        |
| 386353 - | 2008 SF308               | 29 settembre 2008 | Mt. Lemmon Survey |
| 386354 - | 2008 TM5                 | 1º ottobre 2008   | OAM               |
| 386355 - | 2008 TU8                 | 6 ottobre 2008    | Healy, D.         |
| 386356 - | 2008 TS23                | 2 ottobre 2008    | Mt. Lemmon Survey |
| 386357 - | 2008 TL45                | 1º ottobre 2008   | Mt. Lemmon Survey |
| 386358 - | 2008 TX45                | 1º ottobre 2008   | Spacewatch        |
| 386359 - | 2008 TW49                | 2 ottobre 2008    | Spacewatch        |
| 386360 - | 2008 TV67                | 2 ottobre 2008    | Spacewatch        |
| 386361 - | 2008 TT85                | 3 ottobre 2008    | Spacewatch        |
| 386362 - | 2008 TY91                | 4 ottobre 2008    | CSS               |
| 386363 - | 2008 TQ95                | 2 ottobre 2008    | CSS               |
| 386364 - | 2008 TP113               | 6 ottobre 2008    | Spacewatch        |
| 386365 - | 2008 TG124               | 4 marzo 2006      | Spacewatch        |
| 386366 - | 2008 TN127               | 8 ottobre 2008    | Mt. Lemmon Survey |
| 386367 - | 2008 TS127               | 8 ottobre 2008    | Mt. Lemmon Survey |
| 386368 - | 2008 TU128               | 8 ottobre 2008    | CSS               |
| 386369 - | 2008 TN131               | 8 ottobre 2008    | Mt. Lemmon Survey |
| 386370 - | 2008 TO139               | 8 ottobre 2008    | Mt. Lemmon Survey |
| 386371 - | 2008 TJ145               | 4 febbraio 2006   | Spacewatch        |
| 386372 - | 2008 TT149               | 9 ottobre 2008    | Mt. Lemmon Survey |
| 386373 - | 2008 TV164               | 2 ottobre 2008    | Spacewatch        |
| 386374 - | 2008 TO166               | 7 ottobre 2008    | Mt. Lemmon Survey |
| 386375 - | 2008 TN173               | 7 settembre 2008  | Mt. Lemmon Survey |
| 386376 - | 2008 TQ177               | 23 settembre 2008 | CSS               |
| 386377 - | 2008 UV11                | 17 ottobre 2008   | Spacewatch        |
| 386378 - | 2008 UH28                | 20 ottobre 2008   | Spacewatch        |
| 386379 - | 2008 UJ41                | 20 ottobre 2008   | Spacewatch        |
| 386380 - | 2008 UB54                | 20 ottobre 2008   | Spacewatch        |
| 386381 - | 2008 UR60                | 28 settembre 2008 | Mt. Lemmon Survey |
| 386382 - | 2008 UZ70                | 21 ottobre 2008   | Spacewatch        |
| 386383 - | 2008 UF73                | 21 ottobre 2008   | Spacewatch        |
| 386384 - | 2008 UJ79                | 22 ottobre 2008   | Spacewatch        |
| 386385 - | 2008 UX86                | 23 settembre 2008 | Spacewatch        |
| 386386 - | 2008 UZ107               | 21 ottobre 2008   | Mt. Lemmon Survey |
| 386387 - | 2008 UB115               | 22 ottobre 2008   | Spacewatch        |
| 386388 - | 2008 UN127               | 22 ottobre 2008   | Spacewatch        |
| 386389 - | 2008 UH138               | 22 settembre 2008 | Mt. Lemmon Survey |
| 386390 - | 2008 US147               | 23 ottobre 2008   | Spacewatch        |
| 386391 - | 2008 UO148               | 23 ottobre 2008   | Spacewatch        |
| 386392 - | 2008 UU148               | 23 ottobre 2008   | Spacewatch        |
| 386393 - | 2008 US158               | 23 ottobre 2008   | Spacewatch        |
| 386394 - | 2008 UQ161               | 24 ottobre 2008   | Spacewatch        |
| 386395 - | 2008 UD165               | 24 ottobre 2008   | Spacewatch        |
| 386396 - | 2008 UB167               | 24 ottobre 2008   | Spacewatch        |
| 386397 - | 2008 UP173               | 23 settembre 2008 | CSS               |
| 386398 - | 2008 UT173               | 24 ottobre 2008   | CSS               |
| 386399 - | 2008 UF180               | 16 febbraio 2001  | Spacewatch        |
| 386400 - | 2008 UC184               | 24 ottobre 2008   | Mt. Lemmon Survey |

## 386401-386500
| Nome     | Designazione provvisoria | Data di scoperta  | Scopritore        |
| -------- | ------------------------ | ----------------- | ----------------- |
| 386401 - | 2008 UE198               | 25 ottobre 2008   | LINEAR            |
| 386402 - | 2008 UL200               | 7 settembre 2008  | Mt. Lemmon Survey |
| 386403 - | 2008 UL214               | 10 ottobre 2008   | CSS               |
| 386404 - | 2008 UX214               | 29 settembre 2008 | Mt. Lemmon Survey |
| 386405 - | 2008 UL222               | 8 marzo 2005      | Mt. Lemmon Survey |
| 386406 - | 2008 UO227               | 16 settembre 2003 | Spacewatch        |
| 386407 - | 2008 UT237               | 30 settembre 2008 | Mt. Lemmon Survey |
| 386408 - | 2008 UL239               | 26 ottobre 2008   | Spacewatch        |
| 386409 - | 2008 UQ244               | 26 ottobre 2008   | CSS               |
| 386410 - | 2008 UB250               | 27 ottobre 2008   | Mt. Lemmon Survey |
| 386411 - | 2008 UU262               | 27 ottobre 2008   | Mt. Lemmon Survey |
| 386412 - | 2008 US284               | 28 ottobre 2008   | Mt. Lemmon Survey |
| 386413 - | 2008 UT286               | 8 aprile 2006     | Spacewatch        |
| 386414 - | 2008 UZ303               | 29 ottobre 2008   | Mt. Lemmon Survey |
| 386415 - | 2008 UD306               | 30 ottobre 2008   | Spacewatch        |
| 386416 - | 2008 UM337               | 23 ottobre 2008   | Mt. Lemmon Survey |
| 386417 - | 2008 UC345               | 31 ottobre 2008   | Spacewatch        |
| 386418 - | 2008 UD345               | 31 ottobre 2008   | Spacewatch        |
| 386419 - | 2008 UA348               | 23 ottobre 2008   | Spacewatch        |
| 386420 - | 2008 UV352               | 27 ottobre 2008   | Spacewatch        |
| 386421 - | 2008 UT354               | 27 ottobre 2008   | Mt. Lemmon Survey |
| 386422 - | 2008 UY358               | 27 ottobre 2008   | Spacewatch        |
| 386423 - | 2008 VJ1                 | 2 novembre 2008   | LINEAR            |
| 386424 - | 2008 VX3                 | 30 ottobre 2008   | Spacewatch        |
| 386425 - | 2008 VT12                | 3 novembre 2008   | Mt. Lemmon Survey |
| 386426 - | 2008 VC14                | 3 novembre 2008   | Mt. Lemmon Survey |
| 386427 - | 2008 VJ18                | 1º novembre 2008  | Spacewatch        |
| 386428 - | 2008 VW18                | 6 ottobre 2008    | Mt. Lemmon Survey |
| 386429 - | 2008 VU21                | 1º novembre 2008  | Mt. Lemmon Survey |
| 386430 - | 2008 VY21                | 1º novembre 2008  | Mt. Lemmon Survey |
| 386431 - | 2008 VM34                | 2 novembre 2008   | Mt. Lemmon Survey |
| 386432 - | 2008 VO38                | 2 novembre 2008   | Spacewatch        |
| 386433 - | 2008 VX59                | 7 novembre 2008   | CSS               |
| 386434 - | 2008 VF68                | 2 novembre 2008   | CSS               |
| 386435 - | 2008 VT76                | 1º novembre 2008  | Mt. Lemmon Survey |
| 386436 - | 2008 WV8                 | 17 novembre 2008  | Spacewatch        |
| 386437 - | 2008 WS22                | 18 novembre 2008  | CSS               |
| 386438 - | 2008 WD39                | 17 novembre 2008  | Spacewatch        |
| 386439 - | 2008 WV43                | 31 ottobre 2008   | Spacewatch        |
| 386440 - | 2008 WD62                | 22 novembre 2008  | OAM               |
| 386441 - | 2008 WF68                | 18 novembre 2008  | Spacewatch        |
| 386442 - | 2008 WL85                | 20 novembre 2008  | Spacewatch        |
| 386443 - | 2008 WQ90                | 22 novembre 2008  | OAM               |
| 386444 - | 2008 WG92                | 24 novembre 2008  | Kugel, F.         |
| 386445 - | 2008 WB95                | 21 novembre 2008  | Cerro Burek       |
| 386446 - | 2008 WQ95                | 1º novembre 2008  | Mt. Lemmon Survey |
| 386447 - | 2008 WR98                | 23 novembre 2008  | Mt. Lemmon Survey |
| 386448 - | 2008 WM99                | 29 settembre 2008 | Mt. Lemmon Survey |
| 386449 - | 2008 WR101               | 20 novembre 2008  | Spacewatch        |
| 386450 - | 2008 WH109               | 30 novembre 2008  | Spacewatch        |
| 386451 - | 2008 WV114               | 30 novembre 2008  | Spacewatch        |
| 386452 - | 2008 WQ137               | 23 novembre 2008  | Spacewatch        |
| 386453 - | 2008 WT137               | 27 settembre 2008 | Mt. Lemmon Survey |
| 386454 - | 2008 XM                  | 2 dicembre 2008   | LINEAR            |
| 386455 - | 2008 XZ5                 | 4 dicembre 2008   | LINEAR            |
| 386456 - | 2008 XV11                | 2 dicembre 2008   | Spacewatch        |
| 386457 - | 2008 XO14                | 1º dicembre 2008  | Spacewatch        |
| 386458 - | 2008 XW17                | 19 novembre 2008  | Spacewatch        |
| 386459 - | 2008 XO27                | 24 settembre 2008 | Mt. Lemmon Survey |
| 386460 - | 2008 XK30                | 15 giugno 2007    | Spacewatch        |
| 386461 - | 2008 XQ39                | 2 dicembre 2008   | Spacewatch        |
| 386462 - | 2008 XZ43                | 2 dicembre 2008   | Spacewatch        |
| 386463 - | 2008 YA9                 | 23 dicembre 2008  | Sarneczky, K.     |
| 386464 - | 2008 YW9                 | 2 novembre 2008   | Mt. Lemmon Survey |
| 386465 - | 2008 YS11                | 21 dicembre 2008  | Mt. Lemmon Survey |
| 386466 - | 2008 YP22                | 21 dicembre 2008  | Mt. Lemmon Survey |
| 386467 - | 2008 YG23                | 19 dicembre 2008  | OAM               |
| 386468 - | 2008 YU38                | 19 novembre 2008  | Spacewatch        |
| 386469 - | 2008 YN40                | 29 dicembre 2008  | Mt. Lemmon Survey |
| 386470 - | 2008 YS50                | 29 dicembre 2008  | Mt. Lemmon Survey |
| 386471 - | 2008 YK79                | 30 dicembre 2008  | Mt. Lemmon Survey |
| 386472 - | 2008 YT94                | 21 dicembre 2008  | Mt. Lemmon Survey |
| 386473 - | 2008 YV94                | 21 dicembre 2008  | Spacewatch        |
| 386474 - | 2008 YB100               | 29 dicembre 2008  | Spacewatch        |
| 386475 - | 2008 YT105               | 22 dicembre 2008  | Spacewatch        |
| 386476 - | 2008 YF119               | 29 dicembre 2008  | Spacewatch        |
| 386477 - | 2008 YG119               | 29 dicembre 2008  | Spacewatch        |
| 386478 - | 2008 YU124               | 10 settembre 2007 | Spacewatch        |
| 386479 - | 2008 YR146               | 30 dicembre 2008  | Spacewatch        |
| 386480 - | 2008 YS156               | 30 dicembre 2008  | Mt. Lemmon Survey |
| 386481 - | 2008 YC165               | 29 dicembre 2008  | Mt. Lemmon Survey |
| 386482 - | 2008 YY167               | 30 dicembre 2008  | OAM               |
| 386483 - | 2008 YN170               | 29 dicembre 2008  | Spacewatch        |
| 386484 - | 2008 YF172               | 30 dicembre 2008  | Mt. Lemmon Survey |
| 386485 - | 2009 AZ29                | 15 gennaio 2009   | Spacewatch        |
| 386486 - | 2009 AM35                | 15 gennaio 2009   | Spacewatch        |
| 386487 - | 2009 AA36                | 15 gennaio 2009   | Spacewatch        |
| 386488 - | 2009 AC43                | 3 gennaio 2009    | Mt. Lemmon Survey |
| 386489 - | 2009 AA47                | 3 gennaio 2009    | Mt. Lemmon Survey |
| 386490 - | 2009 AZ47                | 4 marzo 2000      | LINEAR            |
| 386491 - | 2009 BR2                 | 19 gennaio 2009   | Lowe, A.          |
| 386492 - | 2009 BT26                | 16 gennaio 2009   | Spacewatch        |
| 386493 - | 2009 BC32                | 2 gennaio 2009    | Mt. Lemmon Survey |
| 386494 - | 2009 BC38                | 30 dicembre 2008  | Mt. Lemmon Survey |
| 386495 - | 2009 BG38                | 16 gennaio 2009   | Spacewatch        |
| 386496 - | 2009 BX39                | 16 gennaio 2009   | Spacewatch        |
| 386497 - | 2009 BR40                | 16 gennaio 2009   | Spacewatch        |
| 386498 - | 2009 BK41                | 16 gennaio 2009   | Spacewatch        |
| 386499 - | 2009 BB46                | 16 gennaio 2009   | Spacewatch        |
| 386500 - | 2009 BM46                | 16 gennaio 2009   | Spacewatch        |

## 386501-386600
| Nome                | Designazione provvisoria | Data di scoperta | Scopritore           |
| ------------------- | ------------------------ | ---------------- | -------------------- |
| 386501 -            | 2009 BA47                | 16 gennaio 2009  | Spacewatch           |
| 386502 -            | 2009 BJ47                | 16 gennaio 2009  | Spacewatch           |
| 386503 -            | 2009 BM56                | 17 gennaio 2009  | Spacewatch           |
| 386504 -            | 2009 BP58                | 29 gennaio 2009  | CSS                  |
| 386505 -            | 2009 BU60                | 17 gennaio 2009  | Mt. Lemmon Survey    |
| 386506 -            | 2009 BX77                | 25 gennaio 2009  | LINEAR               |
| 386507 -            | 2009 BZ87                | 25 gennaio 2009  | Spacewatch           |
| 386508 -            | 2009 BX89                | 25 gennaio 2009  | Spacewatch           |
| 386509 -            | 2009 BD105               | 2 ottobre 2006   | Mt. Lemmon Survey    |
| 386510 -            | 2009 BP109               | 30 gennaio 2009  | Mt. Lemmon Survey    |
| 386511 -            | 2009 BC113               | 24 novembre 2008 | Mt. Lemmon Survey    |
| 386512 -            | 2009 BD113               | 24 gennaio 2009  | Cerro Burek          |
| 386513 -            | 2009 BM115               | 22 dicembre 2008 | Spacewatch           |
| 386514 -            | 2009 BX115               | 31 dicembre 2008 | Spacewatch           |
| 386515 -            | 2009 BY127               | 22 dicembre 2008 | Mt. Lemmon Survey    |
| 386516 -            | 2009 BJ129               | 30 gennaio 2009  | Mt. Lemmon Survey    |
| 386517 -            | 2009 BK131               | 31 gennaio 2009  | Mt. Lemmon Survey    |
| 386518 -            | 2009 BV134               | 15 gennaio 2009  | Spacewatch           |
| 386519 -            | 2009 BQ135               | 29 gennaio 2009  | Spacewatch           |
| 386520 -            | 2009 BD146               | 3 gennaio 2009   | Mt. Lemmon Survey    |
| 386521 -            | 2009 BY149               | 31 gennaio 2009  | Spacewatch           |
| 386522 -            | 2009 BD154               | 20 gennaio 2009  | Spacewatch           |
| 386523 -            | 2009 BL159               | 3 gennaio 2009   | Mt. Lemmon Survey    |
| 386524 -            | 2009 BQ161               | 24 gennaio 2009  | Cerro Burek          |
| 386525 -            | 2009 BR174               | 25 gennaio 2009  | Spacewatch           |
| 386526 -            | 2009 BD183               | 25 gennaio 2009  | CSS                  |
| 386527 -            | 2009 BV184               | 18 gennaio 2009  | LINEAR               |
| 386528 Walterfürtig | 2009 CB5                 | 12 febbraio 2009 | Hormuth, F.          |
| 386529 -            | 2009 CR20                | 1º febbraio 2009 | Spacewatch           |
| 386530 -            | 2009 CA21                | 18 gennaio 2009  | Spacewatch           |
| 386531 -            | 2009 CQ23                | 18 gennaio 2009  | Spacewatch           |
| 386532 -            | 2009 CA25                | 1º febbraio 2009 | Mt. Lemmon Survey    |
| 386533 -            | 2009 CW32                | 1º febbraio 2009 | Spacewatch           |
| 386534 -            | 2009 CY34                | 2 febbraio 2009  | Mt. Lemmon Survey    |
| 386535 -            | 2009 CF42                | 13 febbraio 2009 | Spacewatch           |
| 386536 -            | 2009 CJ48                | 14 febbraio 2009 | Spacewatch           |
| 386537 -            | 2009 CE49                | 14 febbraio 2009 | Mt. Lemmon Survey    |
| 386538 -            | 2009 CW56                | 4 febbraio 2009  | Mt. Lemmon Survey    |
| 386539 -            | 2009 CT57                | 2 febbraio 2009  | CSS                  |
| 386540 -            | 2009 CN58                | 3 febbraio 2009  | Mt. Lemmon Survey    |
| 386541 -            | 2009 CM59                | 3 febbraio 2009  | Mt. Lemmon Survey    |
| 386542 -            | 2009 CL62                | 5 febbraio 2009  | Mt. Lemmon Survey    |
| 386543 -            | 2009 DZ2                 | 17 febbraio 2009 | Hormuth, F.          |
| 386544 -            | 2009 DZ3                 | 18 febbraio 2009 | LINEAR               |
| 386545 -            | 2009 DY5                 | 22 novembre 2008 | Spacewatch           |
| 386546 -            | 2009 DE14                | 18 febbraio 2009 | Bickel, W.           |
| 386547 -            | 2009 DP14                | 19 febbraio 2009 | Mt. Lemmon Survey    |
| 386548 -            | 2009 DH16                | 17 febbraio 2009 | OAM                  |
| 386549 -            | 2009 DC17                | 30 gennaio 2009  | Mt. Lemmon Survey    |
| 386550 -            | 2009 DT31                | 20 febbraio 2009 | Spacewatch           |
| 386551 -            | 2009 DS39                | 16 gennaio 2009  | Spacewatch           |
| 386552 -            | 2009 DM43                | 25 gennaio 1998  | Spacewatch           |
| 386553 -            | 2009 DQ49                | 19 febbraio 2009 | Spacewatch           |
| 386554 -            | 2009 DX52                | 5 febbraio 2009  | Spacewatch           |
| 386555 -            | 2009 DJ53                | 22 febbraio 2009 | Spacewatch           |
| 386556 -            | 2009 DG55                | 22 febbraio 2009 | Spacewatch           |
| 386557 -            | 2009 DU65                | 22 febbraio 2009 | Mt. Lemmon Survey    |
| 386558 -            | 2009 DL66                | 24 febbraio 2009 | Mt. Lemmon Survey    |
| 386559 -            | 2009 DW72                | 19 aprile 2004   | Spacewatch           |
| 386560 -            | 2009 DB78                | 30 dicembre 2008 | Mt. Lemmon Survey    |
| 386561 -            | 2009 DD79                | 31 gennaio 2009  | Spacewatch           |
| 386562 -            | 2009 DU85                | 27 febbraio 2009 | Spacewatch           |
| 386563 -            | 2009 DL86                | 14 febbraio 2009 | Spacewatch           |
| 386564 -            | 2009 DK91                | 3 febbraio 2009  | Spacewatch           |
| 386565 -            | 2009 DT98                | 16 ottobre 2006  | CSS                  |
| 386566 -            | 2009 DN101               | 13 febbraio 2009 | Spacewatch           |
| 386567 -            | 2009 DW111               | 29 agosto 2006   | Spacewatch           |
| 386568 -            | 2009 DO117               | 27 febbraio 2009 | Spacewatch           |
| 386569 -            | 2009 DX118               | 27 febbraio 2009 | Spacewatch           |
| 386570 -            | 2009 DG129               | 26 febbraio 2009 | Spacewatch           |
| 386571 -            | 2009 DS129               | 27 febbraio 2009 | Spacewatch           |
| 386572 -            | 2009 DW129               | 27 febbraio 2009 | Spacewatch           |
| 386573 -            | 2009 DD132               | 20 febbraio 2009 | Spacewatch           |
| 386574 -            | 2009 DO132               | 20 febbraio 2009 | Spacewatch           |
| 386575 -            | 2009 DA140               | 19 febbraio 2009 | Spacewatch           |
| 386576 -            | 2009 DJ142               | 19 febbraio 2009 | Spacewatch           |
| 386577 -            | 2009 DN142               | 27 febbraio 2009 | Spacewatch           |
| 386578 -            | 2009 EY1                 | 1º marzo 2009    | Spacewatch           |
| 386579 -            | 2009 EA14                | 2 febbraio 2009  | Mt. Lemmon Survey    |
| 386580 -            | 2009 EF14                | 15 marzo 2009    | Spacewatch           |
| 386581 -            | 2009 EJ14                | 15 marzo 2009    | Spacewatch           |
| 386582 -            | 2009 FV18                | 20 marzo 2009    | OAM                  |
| 386583 -            | 2009 FM22                | 19 marzo 2009    | Bickel, W.           |
| 386584 -            | 2009 FC27                | 19 marzo 2009    | Mt. Lemmon Survey    |
| 386585 -            | 2009 FM30                | 23 marzo 2009    | Teamo, N.            |
| 386586 -            | 2009 FQ30                | 25 marzo 2009    | Teamo, N.            |
| 386587 -            | 2009 FT30                | 19 marzo 2009    | CSS                  |
| 386588 -            | 2009 FP33                | 1º marzo 2009    | Mt. Lemmon Survey    |
| 386589 -            | 2009 FH39                | 24 marzo 2009    | Mt. Lemmon Survey    |
| 386590 -            | 2009 FZ49                | 27 marzo 2009    | CSS                  |
| 386591 -            | 2009 FN52                | 28 marzo 2009    | Mt. Lemmon Survey    |
| 386592 -            | 2009 FS54                | 29 marzo 2009    | Mt. Lemmon Survey    |
| 386593 -            | 2009 FN56                | 22 marzo 2009    | CSS                  |
| 386594 -            | 2009 FS56                | 23 marzo 2009    | Siding Spring Survey |
| 386595 -            | 2009 FY56                | 25 marzo 2009    | Siding Spring Survey |
| 386596 -            | 2009 FD58                | 21 marzo 2009    | Spacewatch           |
| 386597 -            | 2009 FR59                | 27 marzo 2009    | Siding Spring Survey |
| 386598 -            | 2009 FO65                | 18 marzo 2009    | CSS                  |
| 386599 -            | 2009 FK67                | 19 marzo 2009    | Mt. Lemmon Survey    |
| 386600 -            | 2009 FX68                | 16 marzo 2009    | CSS                  |

## 386601-386700
| Nome               | Designazione provvisoria | Data di scoperta  | Scopritore             |
| ------------------ | ------------------------ | ----------------- | ---------------------- |
| 386601 -           | 2009 FP69                | 18 marzo 2009     | Spacewatch             |
| 386602 -           | 2009 FZ76                | 19 marzo 2009     | Spacewatch             |
| 386603 -           | 2009 FG77                | 19 marzo 2009     | Mt. Lemmon Survey      |
| 386604 -           | 2009 GO5                 | 2 aprile 2009     | Mt. Lemmon Survey      |
| 386605 -           | 2009 HW5                 | 17 aprile 2009    | Spacewatch             |
| 386606 -           | 2009 HM11                | 18 aprile 2009    | CSS                    |
| 386607 -           | 2009 HQ29                | 19 aprile 2009    | Spacewatch             |
| 386608 -           | 2009 HR36                | 20 aprile 2009    | OAM                    |
| 386609 -           | 2009 HF73                | 27 aprile 2009    | Siding Spring Survey   |
| 386610 -           | 2009 HW95                | 18 marzo 2009     | Spacewatch             |
| 386611 -           | 2009 HF97                | 17 aprile 2009    | Spacewatch             |
| 386612 -           | 2009 HB100               | 27 aprile 2009    | Spacewatch             |
| 386613 -           | 2009 JN18                | 1º maggio 2009    | Mt. Lemmon Survey      |
| 386614 -           | 2009 OW15                | 28 luglio 2009    | Spacewatch             |
| 386615 -           | 2009 QP6                 | 18 agosto 2009    | Apitzsch, R.           |
| 386616 -           | 2009 QC26                | 20 agosto 2009    | Karge, S., Zimmer, U.  |
| 386617 -           | 2009 QV53                | 17 agosto 2009    | Spacewatch             |
| 386618 Accomazzo   | 2009 RD26                | 13 settembre 2009 | ESA OGS                |
| 386619 -           | 2009 RP51                | 15 settembre 2009 | Spacewatch             |
| 386620 -           | 2009 RX54                | 6 settembre 2008  | CSS                    |
| 386621 -           | 2009 RL59                | 15 settembre 2009 | Spacewatch             |
| 386622 New Zealand | 2009 SA1                 | 16 settembre 2009 | McCormick, J.          |
| 386623 -           | 2009 SY27                | 16 settembre 2009 | Spacewatch             |
| 386624 -           | 2009 SU28                | 16 settembre 2009 | Spacewatch             |
| 386625 -           | 2009 SH29                | 16 settembre 2009 | Spacewatch             |
| 386626 -           | 2009 SS30                | 16 settembre 2009 | Spacewatch             |
| 386627 -           | 2009 SY59                | 17 settembre 2009 | Spacewatch             |
| 386628 -           | 2009 SP75                | 17 settembre 2009 | Spacewatch             |
| 386629 -           | 2009 SM86                | 18 settembre 2009 | Spacewatch             |
| 386630 -           | 2009 SR95                | 17 novembre 2006  | Mt. Lemmon Survey      |
| 386631 -           | 2009 SX104               | 13 dicembre 2006  | Spacewatch             |
| 386632 -           | 2009 SF108               | 16 settembre 2009 | Mt. Lemmon Survey      |
| 386633 -           | 2009 SS139               | 21 agosto 2008    | Spacewatch             |
| 386634 -           | 2009 SW169               | 26 settembre 2009 | Gajdos, S., Vilagi, J. |
| 386635 -           | 2009 SQ185               | 21 settembre 2009 | Spacewatch             |
| 386636 -           | 2009 SF200               | 22 settembre 2009 | Spacewatch             |
| 386637 -           | 2009 SB208               | 23 settembre 2009 | Spacewatch             |
| 386638 -           | 2009 SB234               | 23 settembre 2009 | Spacewatch             |
| 386639 -           | 2009 SP240               | 18 settembre 2009 | CSS                    |
| 386640 -           | 2009 SE246               | 17 settembre 2009 | Spacewatch             |
| 386641 -           | 2009 SF250               | 19 settembre 2009 | Spacewatch             |
| 386642 -           | 2009 SS254               | 25 settembre 2009 | Spacewatch             |
| 386643 -           | 2009 SQ258               | 22 dicembre 2003  | Spacewatch             |
| 386644 -           | 2009 SE262               | 29 agosto 2005    | Spacewatch             |
| 386645 -           | 2009 SW262               | 23 settembre 2009 | Mt. Lemmon Survey      |
| 386646 -           | 2009 SY271               | 24 settembre 2009 | Spacewatch             |
| 386647 -           | 2009 SJ308               | 17 settembre 2009 | Spacewatch             |
| 386648 -           | 2009 SP314               | 2 giugno 2005     | Siding Spring Survey   |
| 386649 -           | 2009 SK319               | 20 settembre 2009 | Spacewatch             |
| 386650 -           | 2009 SF321               | 21 settembre 2009 | Spacewatch             |
| 386651 -           | 2009 SM349               | 21 settembre 2009 | Mt. Lemmon Survey      |
| 386652 -           | 2009 SN352               | 20 settembre 2009 | Mt. Lemmon Survey      |
| 386653 -           | 2009 SP361               | 28 settembre 2009 | Mt. Lemmon Survey      |
| 386654 -           | 2009 TH3                 | 10 ottobre 2009   | OAM                    |
| 386655 -           | 2009 TA7                 | 12 ottobre 2009   | OAM                    |
| 386656 -           | 2009 TV10                | 11 ottobre 2009   | Mt. Lemmon Survey      |
| 386657 -           | 2009 TV45                | 14 ottobre 2009   | CSS                    |
| 386658 -           | 2009 UF12                | 17 ottobre 2009   | OAM                    |
| 386659 -           | 2009 UQ28                | 18 ottobre 2009   | Mt. Lemmon Survey      |
| 386660 -           | 2009 UY29                | 18 ottobre 2009   | Mt. Lemmon Survey      |
| 386661 -           | 2009 UE47                | 18 ottobre 2009   | Mt. Lemmon Survey      |
| 386662 -           | 2009 UQ50                | 22 ottobre 2009   | Mt. Lemmon Survey      |
| 386663 -           | 2009 UD58                | 23 ottobre 2009   | Mt. Lemmon Survey      |
| 386664 -           | 2009 UO75                | 21 ottobre 2009   | Mt. Lemmon Survey      |
| 386665 -           | 2009 UG79                | 21 ottobre 2009   | Mt. Lemmon Survey      |
| 386666 -           | 2009 UR93                | 18 settembre 2009 | Mt. Lemmon Survey      |
| 386667 -           | 2009 UO101               | 23 ottobre 2009   | Mt. Lemmon Survey      |
| 386668 -           | 2009 UL118               | 23 ottobre 2009   | Mt. Lemmon Survey      |
| 386669 -           | 2009 UJ120               | 10 gennaio 2007   | Mt. Lemmon Survey      |
| 386670 -           | 2009 UD121               | 24 ottobre 2009   | Spacewatch             |
| 386671 -           | 2009 UX128               | 29 ottobre 2009   | BATTeRS                |
| 386672 -           | 2009 UA129               | 29 ottobre 2009   | BATTeRS                |
| 386673 -           | 2009 UJ141               | 27 ottobre 2009   | Mt. Lemmon Survey      |
| 386674 -           | 2009 UU148               | 16 ottobre 2009   | Mt. Lemmon Survey      |
| 386675 -           | 2009 VQ43                | 9 novembre 2009   | CSS                    |
| 386676 -           | 2009 VT43                | 10 novembre 2009  | OAM                    |
| 386677 -           | 2009 VW43                | 11 novembre 2009  | OAM                    |
| 386678 -           | 2009 VA51                | 15 novembre 2009  | CSS                    |
| 386679 -           | 2009 VR51                | 11 novembre 2009  | LINEAR                 |
| 386680 -           | 2009 VS57                | 12 novembre 2009  | OAM                    |
| 386681 -           | 2009 VE64                | 8 novembre 2009   | Spacewatch             |
| 386682 -           | 2009 VS64                | 9 novembre 2009   | Spacewatch             |
| 386683 -           | 2009 VE66                | 9 novembre 2009   | Spacewatch             |
| 386684 -           | 2009 VZ66                | 9 novembre 2009   | Spacewatch             |
| 386685 -           | 2009 VM75                | 12 novembre 2009  | OAM                    |
| 386686 -           | 2009 VY80                | 10 novembre 2009  | OAM                    |
| 386687 -           | 2009 VX84                | 17 agosto 2009    | CSS                    |
| 386688 -           | 2009 VB94                | 15 novembre 2009  | CSS                    |
| 386689 -           | 2009 WB7                 | 18 novembre 2009  | Kocher, P.             |
| 386690 -           | 2009 WQ9                 | 19 novembre 2009  | LINEAR                 |
| 386691 -           | 2009 WT9                 | 19 novembre 2009  | LINEAR                 |
| 386692 -           | 2009 WH17                | 6 febbraio 2007   | Mt. Lemmon Survey      |
| 386693 -           | 2009 WV32                | 20 settembre 2009 | Mt. Lemmon Survey      |
| 386694 -           | 2009 WZ34                | 16 novembre 2009  | Mt. Lemmon Survey      |
| 386695 -           | 2009 WT38                | 17 novembre 2009  | Spacewatch             |
| 386696 -           | 2009 WY38                | 17 novembre 2009  | Spacewatch             |
| 386697 -           | 2009 WZ38                | 17 novembre 2009  | Spacewatch             |
| 386698 -           | 2009 WE39                | 17 novembre 2009  | Spacewatch             |
| 386699 -           | 2009 WF40                | 17 novembre 2009  | Spacewatch             |
| 386700 -           | 2009 WD45                | 18 novembre 2009  | Spacewatch             |

## 386701-386800
| Nome     | Designazione provvisoria | Data di scoperta  | Scopritore        |
| -------- | ------------------------ | ----------------- | ----------------- |
| 386701 - | 2009 WH72                | 18 novembre 2009  | Spacewatch        |
| 386702 - | 2009 WN73                | 18 novembre 2009  | Spacewatch        |
| 386703 - | 2009 WV88                | 19 novembre 2009  | Spacewatch        |
| 386704 - | 2009 WV101               | 17 giugno 2005    | Mt. Lemmon Survey |
| 386705 - | 2009 WG103               | 22 novembre 2009  | Spacewatch        |
| 386706 - | 2009 WN117               | 20 novembre 2009  | Spacewatch        |
| 386707 - | 2009 WK123               | 20 novembre 2009  | Spacewatch        |
| 386708 - | 2009 WX144               | 30 ottobre 2002   | Spacewatch        |
| 386709 - | 2009 WM163               | 21 novembre 2009  | Spacewatch        |
| 386710 - | 2009 WL167               | 22 novembre 2009  | Spacewatch        |
| 386711 - | 2009 WW177               | 9 novembre 2005   | Spacewatch        |
| 386712 - | 2009 WB183               | 17 novembre 2009  | Mt. Lemmon Survey |
| 386713 - | 2009 WX188               | 12 novembre 2005  | Spacewatch        |
| 386714 - | 2009 WK193               | 24 novembre 2009  | Mt. Lemmon Survey |
| 386715 - | 2009 WT210               | 27 febbraio 2007  | Spacewatch        |
| 386716 - | 2009 WS215               | 19 novembre 2009  | CSS               |
| 386717 - | 2009 WQ217               | 17 novembre 2009  | Spacewatch        |
| 386718 - | 2009 WX259               | 17 novembre 2009  | Spacewatch        |
| 386719 - | 2009 WY260               | 21 novembre 2009  | Mt. Lemmon Survey |
| 386720 - | 2009 XC2                 | 11 dicembre 2009  | LINEAR            |
| 386721 - | 2009 XN12                | 31 agosto 2005    | Spacewatch        |
| 386722 - | 2009 YC5                 | 17 dicembre 2009  | Mt. Lemmon Survey |
| 386723 - | 2009 YE7                 | 17 dicembre 2009  | Rabinowitz, D. L. |
| 386724 - | 2009 YN20                | 27 dicembre 2009  | Spacewatch        |
| 386725 - | 2009 YB24                | 16 dicembre 2009  | LINEAR            |
| 386726 - | 2010 AF1                 | 5 gennaio 2010    | Spacewatch        |
| 386727 - | 2010 AP1                 | 5 gennaio 2010    | Spacewatch        |
| 386728 - | 2010 AY8                 | 6 gennaio 2010    | Spacewatch        |
| 386729 - | 2010 AJ17                | 7 gennaio 2010    | Spacewatch        |
| 386730 - | 2010 AA30                | 8 gennaio 2010    | Spacewatch        |
| 386731 - | 2010 AT35                | 7 gennaio 2010    | Spacewatch        |
| 386732 - | 2010 AU41                | 6 gennaio 2010    | CSS               |
| 386733 - | 2010 AK44                | 19 novembre 2009  | Mt. Lemmon Survey |
| 386734 - | 2010 AM45                | 28 novembre 2005  | Spacewatch        |
| 386735 - | 2010 AQ45                | 18 dicembre 2009  | Mt. Lemmon Survey |
| 386736 - | 2010 AZ45                | 7 gennaio 2010    | Mt. Lemmon Survey |
| 386737 - | 2010 AR50                | 22 settembre 2008 | Spacewatch        |
| 386738 - | 2010 AV58                | 12 settembre 2007 | Mt. Lemmon Survey |
| 386739 - | 2010 AH65                | 11 gennaio 2010   | Spacewatch        |
| 386740 - | 2010 AX66                | 11 gennaio 2010   | Spacewatch        |
| 386741 - | 2010 AO67                | 29 luglio 2008    | Mt. Lemmon Survey |
| 386742 - | 2010 AO80                | 12 gennaio 2010   | Spacewatch        |
| 386743 - | 2010 AR116               | 13 gennaio 2010   | WISE              |
| 386744 - | 2010 BH3                 | 19 gennaio 2010   | Kugel, F.         |
| 386745 - | 2010 BC10                | 5 dicembre 2008   | Mt. Lemmon Survey |
| 386746 - | 2010 BU11                | 16 gennaio 2010   | WISE              |
| 386747 - | 2010 BC25                | 17 gennaio 2010   | WISE              |
| 386748 - | 2010 BS39                | 13 ottobre 2007   | Mt. Lemmon Survey |
| 386749 - | 2010 BZ60                | 21 gennaio 2010   | WISE              |
| 386750 - | 2010 BB94                | 27 gennaio 2010   | WISE              |
| 386751 - | 2010 CR10                | 9 febbraio 2010   | WISE              |
| 386752 - | 2010 CW12                | 9 febbraio 2010   | WISE              |
| 386753 - | 2010 CV32                | 7 ottobre 2008    | Mt. Lemmon Survey |
| 386754 - | 2010 CB40                | 13 febbraio 2010  | Mt. Lemmon Survey |
| 386755 - | 2010 CZ40                | 13 febbraio 2010  | Mt. Lemmon Survey |
| 386756 - | 2010 CT59                | 14 febbraio 2010  | LINEAR            |
| 386757 - | 2010 CL63                | 9 febbraio 2010   | Spacewatch        |
| 386758 - | 2010 CJ68                | 10 febbraio 2010  | Spacewatch        |
| 386759 - | 2010 CW89                | 14 febbraio 2010  | Mt. Lemmon Survey |
| 386760 - | 2010 CK93                | 14 febbraio 2010  | Spacewatch        |
| 386761 - | 2010 CJ98                | 14 febbraio 2010  | Spacewatch        |
| 386762 - | 2010 CE102               | 14 febbraio 2010  | Mt. Lemmon Survey |
| 386763 - | 2010 CO114               | 10 ottobre 2004   | Spacewatch        |
| 386764 - | 2010 CM128               | 17 giugno 2007    | Spacewatch        |
| 386765 - | 2010 CC144               | 9 febbraio 2010   | CSS               |
| 386766 - | 2010 CB148               | 13 febbraio 2010  | Mt. Lemmon Survey |
| 386767 - | 2010 CR160               | 27 novembre 2009  | Mt. Lemmon Survey |
| 386768 - | 2010 CJ169               | 9 febbraio 2010   | Spacewatch        |
| 386769 - | 2010 CB180               | 15 febbraio 2010  | CSS               |
| 386770 - | 2010 CS180               | 9 febbraio 2010   | Spacewatch        |
| 386771 - | 2010 CJ185               | 14 febbraio 2010  | CSS               |
| 386772 - | 2010 CA223               | 8 febbraio 2010   | WISE              |
| 386773 - | 2010 CB223               | 8 febbraio 2010   | WISE              |
| 386774 - | 2010 CK225               | 8 febbraio 2010   | WISE              |
| 386775 - | 2010 CJ231               | 31 gennaio 2009   | Spacewatch        |
| 386776 - | 2010 DQ6                 | 16 febbraio 2010  | Spacewatch        |
| 386777 - | 2010 DZ21                | 16 febbraio 2010  | Mt. Lemmon Survey |
| 386778 - | 2010 DF24                | 19 febbraio 2010  | WISE              |
| 386779 - | 2010 DS42                | 17 febbraio 2010  | Spacewatch        |
| 386780 - | 2010 DR45                | 19 ottobre 2008   | Spacewatch        |
| 386781 - | 2010 DN48                | 29 settembre 2008 | Mt. Lemmon Survey |
| 386782 - | 2010 DG49                | 18 febbraio 2010  | CSS               |
| 386783 - | 2010 DK74                | 18 febbraio 2010  | Spacewatch        |
| 386784 - | 2010 EY18                | 8 marzo 2010      | WISE              |
| 386785 - | 2010 EM21                | 4 marzo 2010      | Spacewatch        |
| 386786 - | 2010 ER21                | 4 marzo 2010      | Spacewatch        |
| 386787 - | 2010 ES35                | 10 marzo 2010     | OAM               |
| 386788 - | 2010 EA38                | 12 marzo 2010     | Mt. Lemmon Survey |
| 386789 - | 2010 EW38                | 5 marzo 2010      | CSS               |
| 386790 - | 2010 EZ69                | 13 marzo 2010     | Crni Vrh          |
| 386791 - | 2010 EB70                | 14 marzo 2010     | CSS               |
| 386792 - | 2010 EP90                | 23 marzo 2006     | Spacewatch        |
| 386793 - | 2010 EG104               | 14 giugno 2007    | Spacewatch        |
| 386794 - | 2010 EV104               | 13 marzo 2010     | CSS               |
| 386795 - | 2010 EW105               | 9 febbraio 1997   | Spacewatch        |
| 386796 - | 2010 EW111               | 28 settembre 2003 | Spacewatch        |
| 386797 - | 2010 EW112               | 13 marzo 2010     | Spacewatch        |
| 386798 - | 2010 EM113               | 14 marzo 2010     | OAM               |
| 386799 - | 2010 ES122               | 15 marzo 2010     | Spacewatch        |
| 386800 - | 2010 EJ129               | 13 marzo 2005     | Spacewatch        |

## 386801-386900
| Nome          | Designazione provvisoria | Data di scoperta  | Scopritore             |
| ------------- | ------------------------ | ----------------- | ---------------------- |
| 386801 -      | 2010 ER130               | 2 ottobre 2003    | Spacewatch             |
| 386802 -      | 2010 EA139               | 14 marzo 2010     | CSS                    |
| 386803 -      | 2010 EV140               | 13 marzo 2010     | Spacewatch             |
| 386804 -      | 2010 EL147               | 13 novembre 2007  | Mt. Lemmon Survey      |
| 386805 -      | 2010 FX2                 | 18 febbraio 2010  | Spacewatch             |
| 386806 -      | 2010 FY4                 | 16 marzo 2010     | Mt. Lemmon Survey      |
| 386807 -      | 2010 FL5                 | 13 settembre 2007 | Mt. Lemmon Survey      |
| 386808 -      | 2010 FU20                | 18 dicembre 2004  | Mt. Lemmon Survey      |
| 386809 -      | 2010 FE21                | 22 giugno 2007    | Spacewatch             |
| 386810 -      | 2010 FK24                | 18 marzo 2010     | Spacewatch             |
| 386811 -      | 2010 FX26                | 20 marzo 2010     | Spacewatch             |
| 386812 -      | 2010 FZ28                | 19 marzo 2010     | Spacewatch             |
| 386813 -      | 2010 FG57                | 18 marzo 2010     | Spacewatch             |
| 386814 -      | 2010 FH87                | 18 marzo 2010     | Spacewatch             |
| 386815 -      | 2010 FN94                | 9 febbraio 2005   | Spacewatch             |
| 386816 -      | 2010 GP23                | 5 aprile 2010     | Hug, G.                |
| 386817 -      | 2010 GN24                | 11 ottobre 2007   | Mt. Lemmon Survey      |
| 386818 -      | 2010 GB27                | 5 aprile 2010     | Spacewatch             |
| 386819 -      | 2010 GR29                | 8 aprile 2010     | PMO NEO Survey Program |
| 386820 -      | 2010 GK33                | 10 aprile 2010    | Fratev, F.             |
| 386821 -      | 2010 GS62                | 6 aprile 2010     | CSS                    |
| 386822 -      | 2010 GY99                | 4 aprile 2010     | CSS                    |
| 386823 -      | 2010 GX106               | 12 marzo 2010     | Spacewatch             |
| 386824 -      | 2010 GS120               | 24 ottobre 2003   | Spacewatch             |
| 386825 -      | 2010 GJ124               | 8 maggio 2005     | Mt. Lemmon Survey      |
| 386826 -      | 2010 GL126               | 10 aprile 2010    | Spacewatch             |
| 386827 -      | 2010 GQ140               | 8 aprile 2010     | Spacewatch             |
| 386828 -      | 2010 GY143               | 10 aprile 2010    | Mt. Lemmon Survey      |
| 386829 -      | 2010 GG161               | 9 aprile 2010     | CSS                    |
| 386830 -      | 2010 GV172               | 16 febbraio 2001  | Spacewatch             |
| 386831 -      | 2010 HX56                | 15 marzo 2009     | Spacewatch             |
| 386832 -      | 2010 HU58                | 25 aprile 2010    | WISE                   |
| 386833 -      | 2010 HE103               | 20 aprile 2010    | Mt. Lemmon Survey      |
| 386834 -      | 2010 JM31                | 9 aprile 2010     | Spacewatch             |
| 386835 -      | 2010 JG34                | 6 maggio 2010     | CSS                    |
| 386836 -      | 2010 JO39                | 23 febbraio 2010  | WISE                   |
| 386837 -      | 2010 JT72                | 25 gennaio 2009   | Spacewatch             |
| 386838 -      | 2010 JJ73                | 9 febbraio 2005   | Spacewatch             |
| 386839 -      | 2010 JK85                | 31 gennaio 2009   | Mt. Lemmon Survey      |
| 386840 -      | 2010 JX106               | 12 maggio 2010    | WISE                   |
| 386841 -      | 2010 JW110               | 14 febbraio 2010  | Mt. Lemmon Survey      |
| 386842 -      | 2010 JQ117               | 18 febbraio 2010  | WISE                   |
| 386843 -      | 2010 JB170               | 12 maggio 2010    | Spacewatch             |
| 386844 -      | 2010 JL177               | 29 febbraio 2000  | LINEAR                 |
| 386845 -      | 2010 JZ177               | 10 dicembre 2004  | Spacewatch             |
| 386846 -      | 2010 KS14                | 17 maggio 2010    | WISE                   |
| 386847 -      | 2010 LR33                | 6 giugno 2010     | WISE                   |
| 386848 -      | 2010 LG110               | 14 settembre 2006 | Spacewatch             |
| 386849 -      | 2010 LC128               | 13 marzo 2010     | CSS                    |
| 386850 -      | 2010 MM                  | 29 dicembre 2008  | Mt. Lemmon Survey      |
| 386851 Streep | 2010 ME75                | 26 giugno 2010    | WISE                   |
| 386852 -      | 2010 PQ66                | 14 agosto 2010    | LINEAR                 |
| 386853 -      | 2010 UM79                | 7 settembre 2008  | Mt. Lemmon Survey      |
| 386854 -      | 2010 UT79                | 5 settembre 2008  | Spacewatch             |
| 386855 -      | 2010 UT96                | 25 marzo 2006     | Spacewatch             |
| 386856 -      | 2010 XZ7                 | 12 novembre 2010  | Mt. Lemmon Survey      |
| 386857 -      | 2010 XR39                | 22 gennaio 2006   | CSS                    |
| 386858 -      | 2010 XS63                | 18 agosto 2009    | Spacewatch             |
| 386859 -      | 2011 AB23                | 5 dicembre 2007   | CSS                    |
| 386860 -      | 2011 BD13                | 23 agosto 2001    | LONEOS                 |
| 386861 -      | 2011 DX5                 | 10 dicembre 2010  | Mt. Lemmon Survey      |
| 386862 -      | 2011 DR8                 | 15 dicembre 2006  | Spacewatch             |
| 386863 -      | 2011 DB13                | 20 agosto 2009    | Spacewatch             |
| 386864 -      | 2011 DQ19                | 28 agosto 2009    | Spacewatch             |
| 386865 -      | 2011 DE20                | 23 febbraio 2011  | CSS                    |
| 386866 -      | 2011 EX9                 | 30 agosto 2005    | Spacewatch             |
| 386867 -      | 2011 EB39                | 10 febbraio 2011  | Mt. Lemmon Survey      |
| 386868 -      | 2011 EF42                | 19 ottobre 2006   | Spacewatch             |
| 386869 -      | 2011 EC45                | 4 aprile 2008     | Spacewatch             |
| 386870 -      | 2011 EE53                | 24 gennaio 2007   | Mt. Lemmon Survey      |
| 386871 -      | 2011 EJ70                | 23 ottobre 2006   | Mt. Lemmon Survey      |
| 386872 -      | 2011 FK4                 | 2 giugno 2008     | Mt. Lemmon Survey      |
| 386873 -      | 2011 FR5                 | 17 novembre 2009  | Mt. Lemmon Survey      |
| 386874 -      | 2011 FT5                 | 27 dicembre 2006  | Mt. Lemmon Survey      |
| 386875 -      | 2011 FR8                 | 3 febbraio 1997   | Spacewatch             |
| 386876 -      | 2011 FG13                | 18 ottobre 2009   | Mt. Lemmon Survey      |
| 386877 -      | 2011 FV24                | 17 marzo 2004     | Spacewatch             |
| 386878 -      | 2011 FZ28                | 22 novembre 2006  | Spacewatch             |
| 386879 -      | 2011 FS43                | 30 gennaio 2004   | Spacewatch             |
| 386880 -      | 2011 FU45                | 10 gennaio 2007   | Spacewatch             |
| 386881 -      | 2011 FW46                | 28 marzo 2004     | Spacewatch             |
| 386882 -      | 2011 FV65                | 20 settembre 2008 | CSS                    |
| 386883 -      | 2011 FM86                | 23 novembre 2006  | Mt. Lemmon Survey      |
| 386884 -      | 2011 FS131               | 4 ottobre 2002    | LINEAR                 |
| 386885 -      | 2011 FJ144               | 14 ottobre 2009   | Mt. Lemmon Survey      |
| 386886 -      | 2011 FC149               | 31 agosto 2005    | Spacewatch             |
| 386887 -      | 2011 GG22                | 27 ottobre 2009   | Mt. Lemmon Survey      |
| 386888 -      | 2011 GX25                | 24 novembre 2009  | Spacewatch             |
| 386889 -      | 2011 GK31                | 18 febbraio 2004  | Spacewatch             |
| 386890 -      | 2011 GP56                | 24 maggio 2006    | Mt. Lemmon Survey      |
| 386891 -      | 2011 GD58                | 19 settembre 2009 | Mt. Lemmon Survey      |
| 386892 -      | 2011 GA72                | 16 aprile 2001    | Spacewatch             |
| 386893 -      | 2011 GJ73                | 21 dicembre 2006  | Spacewatch             |
| 386894 -      | 2011 GK73                | 22 gennaio 2004   | LINEAR                 |
| 386895 -      | 2011 GZ75                | 7 gennaio 2010    | Mt. Lemmon Survey      |
| 386896 -      | 2011 GW79                | 1º ottobre 2005   | Mt. Lemmon Survey      |
| 386897 -      | 2011 GW84                | 23 marzo 2001     | ADAS                   |
| 386898 -      | 2011 HZ4                 | 20 dicembre 2009  | Mt. Lemmon Survey      |
| 386899 -      | 2011 HP12                | 7 ottobre 2008    | Mt. Lemmon Survey      |
| 386900 -      | 2011 HF29                | 15 maggio 2004    | CINEOS                 |

## 386901-387000
| Nome     | Designazione provvisoria | Data di scoperta  | Scopritore           |
| -------- | ------------------------ | ----------------- | -------------------- |
| 386901 - | 2011 HS29                | 21 febbraio 2007  | Mt. Lemmon Survey    |
| 386902 - | 2011 HH33                | 25 marzo 2003     | LONEOS               |
| 386903 - | 2011 HA41                | 14 giugno 2007    | Spacewatch           |
| 386904 - | 2011 HF44                | 10 marzo 2007     | Spacewatch           |
| 386905 - | 2011 HT50                | 14 dicembre 2001  | LINEAR               |
| 386906 - | 2011 HY51                | 23 aprile 2011    | Spacewatch           |
| 386907 - | 2011 HQ57                | 10 gennaio 2007   | Mt. Lemmon Survey    |
| 386908 - | 2011 HU63                | 13 aprile 2011    | Mt. Lemmon Survey    |
| 386909 - | 2011 HG73                | 5 settembre 2007  | CSS                  |
| 386910 - | 2011 HV74                | 27 aprile 2011    | Spacewatch           |
| 386911 - | 2011 HY74                | 31 dicembre 2002  | LINEAR               |
| 386912 - | 2011 HD81                | 17 novembre 2006  | Mt. Lemmon Survey    |
| 386913 - | 2011 HU83                | 27 settembre 2009 | Spacewatch           |
| 386914 - | 2011 JY2                 | 24 aprile 2011    | Spacewatch           |
| 386915 - | 2011 JK5                 | 9 ottobre 2008    | CSS                  |
| 386916 - | 2011 JX15                | 17 gennaio 2007   | CSS                  |
| 386917 - | 2011 JX26                | 20 marzo 2010     | WISE                 |
| 386918 - | 2011 JK28                | 31 maggio 2000    | Spacewatch           |
| 386919 - | 2011 KB3                 | 17 febbraio 2007  | Mt. Lemmon Survey    |
| 386920 - | 2011 KB4                 | 12 gennaio 2010   | Mt. Lemmon Survey    |
| 386921 - | 2011 KX7                 | 22 marzo 2004     | LONEOS               |
| 386922 - | 2011 KC10                | 6 novembre 2008   | CSS                  |
| 386923 - | 2011 KC13                | 26 ottobre 2008   | Mt. Lemmon Survey    |
| 386924 - | 2011 KV28                | 20 aprile 2004    | Spacewatch           |
| 386925 - | 2011 KV31                | 6 aprile 2005     | CSS                  |
| 386926 - | 2011 KL34                | 27 gennaio 2007   | Spacewatch           |
| 386927 - | 2011 LG2                 | 27 ottobre 2005   | Spacewatch           |
| 386928 - | 2011 LJ24                | 15 marzo 2007     | Spacewatch           |
| 386929 - | 2011 LN26                | 17 settembre 2006 | CSS                  |
| 386930 - | 2011 LV26                | 1º gennaio 2009   | Spacewatch           |
| 386931 - | 2011 LW26                | 22 febbraio 2007  | CSS                  |
| 386932 - | 2011 LJ28                | 2 dicembre 2008   | Spacewatch           |
| 386933 - | 2011 NL3                 | 16 luglio 2007    | Siding Spring Survey |
| 386934 - | 2011 OU                  | 13 maggio 2010    | Mt. Lemmon Survey    |
| 386935 - | 2011 OE3                 | 11 settembre 2007 | CSS                  |
| 386936 - | 2011 OC7                 | 26 ottobre 2008   | Mt. Lemmon Survey    |
| 386937 - | 2011 OM23                | 17 maggio 2010    | WISE                 |
| 386938 - | 2011 OX43                | 27 settembre 2008 | Mt. Lemmon Survey    |
| 386939 - | 2011 OA49                | 31 dicembre 2008  | Spacewatch           |
| 386940 - | 2011 OZ58                | 27 giugno 2011    | Mt. Lemmon Survey    |
| 386941 - | 2011 PJ10                | 19 settembre 2006 | CSS                  |
| 386942 - | 2011 QT17                | 17 dicembre 2007  | Spacewatch           |
| 386943 - | 2011 QJ36                | 17 settembre 2006 | Spacewatch           |
| 386944 - | 2011 QO43                | 16 settembre 2006 | CSS                  |
| 386945 - | 2011 QR57                | 8 marzo 1997      | Spacewatch           |
| 386946 - | 2011 QD92                | 19 giugno 2006    | Mt. Lemmon Survey    |
| 386947 - | 2011 QC95                | 29 dicembre 2003  | Spacewatch           |
| 386948 - | 2011 QT96                | 26 settembre 2006 | Spacewatch           |
| 386949 - | 2011 ST27                | 28 settembre 2006 | CSS                  |
| 386950 - | 2011 SO65                | 26 marzo 2003     | Spacewatch           |
| 386951 - | 2011 SL74                | 16 maggio 2004    | Spacewatch           |
| 386952 - | 2011 SN127               | 20 settembre 2011 | Spacewatch           |
| 386953 - | 2011 SM130               | 14 settembre 2005 | Spacewatch           |
| 386954 - | 2011 SG164               | 1º ottobre 2005   | Spacewatch           |
| 386955 - | 2011 SS184               | 1º settembre 2005 | Spacewatch           |
| 386956 - | 2011 SU195               | 3 ottobre 2006    | Mt. Lemmon Survey    |
| 386957 - | 2011 SY207               | 20 dicembre 2007  | Mt. Lemmon Survey    |
| 386958 - | 2011 SE208               | 4 maggio 2006     | Siding Spring Survey |
| 386959 - | 2011 ST211               | 7 marzo 2003      | Spacewatch           |
| 386960 - | 2011 SL222               | 17 giugno 2005    | Mt. Lemmon Survey    |
| 386961 - | 2011 SN237               | 25 aprile 2004    | Spacewatch           |
| 386962 - | 2011 SD239               | 27 febbraio 2009  | Mt. Lemmon Survey    |
| 386963 - | 2011 UF34                | 30 agosto 2005    | Spacewatch           |
| 386964 - | 2011 UN105               | 6 febbraio 2003   | Spacewatch           |
| 386965 - | 2011 UP211               | 31 dicembre 2007  | Spacewatch           |
| 386966 - | 2011 WC51                | 18 agosto 2009    | Spacewatch           |
| 386967 - | 2011 YS34                | 2 febbraio 2001   | Spacewatch           |
| 386968 - | 2012 BR61                | 30 dicembre 2008  | Spacewatch           |
| 386969 - | 2012 GJ                  | 22 aprile 2007    | Mt. Lemmon Survey    |
| 386970 - | 2012 HN15                | 20 aprile 2007    | Spacewatch           |
| 386971 - | 2012 JU25                | 8 marzo 2006      | Mt. Lemmon Survey    |
| 386972 - | 2012 JD65                | 9 agosto 2007     | LINEAR               |
| 386973 - | 2012 KR41                | 2 maggio 2008     | Mt. Lemmon Survey    |
| 386974 - | 2012 LX6                 | 24 maggio 2006    | Spacewatch           |
| 386975 - | 2012 LQ18                | 12 ottobre 2005   | Spacewatch           |
| 386976 - | 2012 LY25                | 16 settembre 2009 | CSS                  |
| 386977 - | 2012 MK4                 | 29 marzo 2011     | Spacewatch           |
| 386978 - | 2012 MA10                | 20 settembre 2008 | CSS                  |
| 386979 - | 2012 OW4                 | 29 maggio 2008    | Spacewatch           |
| 386980 - | 2012 PG17                | 19 ottobre 2001   | Spacewatch           |
| 386981 - | 2012 PK17                | 14 gennaio 2010   | Mt. Lemmon Survey    |
| 386982 - | 2012 PW19                | 8 febbraio 2007   | Spacewatch           |
| 386983 - | 2012 PB30                | 13 marzo 2007     | Mt. Lemmon Survey    |
| 386984 - | 2012 PR32                | 5 settembre 2005  | Siding Spring Survey |
| 386985 - | 2012 PC33                | 12 febbraio 2004  | Spacewatch           |
| 386986 - | 2012 PR34                | 13 maggio 2007    | Mt. Lemmon Survey    |
| 386987 - | 2012 QK19                | 10 marzo 2007     | Mt. Lemmon Survey    |
| 386988 - | 2012 QR20                | 25 dicembre 2005  | Spacewatch           |
| 386989 - | 2012 QC21                | 24 agosto 1998    | LINEAR               |
| 386990 - | 2012 QC26                | 25 luglio 2008    | Mt. Lemmon Survey    |
| 386991 - | 2012 QA27                | 30 settembre 2007 | Spacewatch           |
| 386992 - | 2012 QE29                | 20 maggio 2006    | Mt. Lemmon Survey    |
| 386993 - | 2012 QK34                | 19 gennaio 2005   | Spacewatch           |
| 386994 - | 2012 QB38                | 4 agosto 2008     | Siding Spring Survey |
| 386995 - | 2012 QC38                | 6 ottobre 2008    | Spacewatch           |
| 386996 - | 2012 QN40                | 2 febbraio 2006   | Mt. Lemmon Survey    |
| 386997 - | 2012 QN41                | 24 settembre 2008 | CSS                  |
| 386998 - | 2012 QY44                | 30 novembre 2005  | Mt. Lemmon Survey    |
| 386999 - | 2012 QY50                | 4 agosto 2008     | Siding Spring Survey |
| 387000 - | 2012 RZ2                 | 31 gennaio 2009   | Spacewatch           |